# Olympische Winterspiele 2006/Eishockey (Herren)/Qualifikation
Die Qualifikation zum olympischen Eishockeyturnier der Herren 2006 wurde zwischen November 2004 und Februar 2005 ausgetragen. Zuvor hatten sich bereits die Gastgebernation sowie acht der zwölf Teilnehmer durch ihre Platzierung in der IIHF-Weltrangliste direkt qualifiziert und mussten kein weiteres Qualifikationsturnier ausspielen. Die drei verbleibenden Plätze wurden in einem mehrstufigen System ausgespielt und schließlich von den Nationalmannschaften der Schweiz, Lettlands und Kasachstans gewonnen. Die ukrainische, belarussische, französische und österreichische Nationalmannschaft, die bei den Olympischen Winterspielen 2002 in Salt Lake City noch allesamt vertreten waren, verpassten hingegen die Qualifikation.

## Direkte Qualifikation
Für das olympische Turnier qualifizierten sich neben dem Ausrichter Italien die ersten acht Nationen der IIHF-Weltrangliste nach Abschluss der Weltmeisterschaft 2004 direkt:
| Rang | Land               | WM 2004 (100 %) | WM 2003 (75 %) | WM 2002 (50 %) | OS 2002 (50 %) | WM 2001 (25 %) | Summe |
| ---- | ------------------ | --------------- | -------------- | -------------- | -------------- | -------------- | ----- |
| 1    | Kanada             | 1200            | 1200           | 1040           | 1200           | 1060           | 3485  |
| 2    | Schweden           | 1160            | 1160           | 1120           | 1060           | 1120           | 3400  |
| 3    | Slowakei           | 1100            | 1120           | 1200           | 880            | 1020           | 3235  |
| 4    | Tschechien         | 1060            | 1100           | 1060           | 1020           | 1200           | 3225  |
| 5    | Finnland           | 1040            | 1060           | 1100           | 1040           | 1160           | 3195  |
| 6    | Vereinigte Staaten | 1120            | 880            | 1020           | 1160           | 1100           | 3145  |
| 7    | Russland           | 940             | 1020           | 1160           | 1120           | 1040           | 3105  |
| 8    | Deutschland        | 960             | 1040           | 1000           | 1000           | 1000           | 2990  |
| 9    | Schweiz            | 1000            | 1000           | 940            | 920            | 960            | 2920  |
| 10   | Lettland           | 1020            | 960            | 920            | 960            | 880            | 2900  |
| 11   | Österreich         | 920             | 940            | 900            | 900            | 920            | 2755  |
| 12   | Ukraine            | 860             | 900            | 960            | 940            | 940            | 2720  |
| 13   | Belarus            | 780             | 860            | 800            | 1100           | 860            | 2590  |
| 14   | Dänemark           | 900             | 920            | 780            | 840            | 700            | 2575  |
| 15   | Japan              | 840             | 820            | 820            | 740            | 820            | 2440  |
| 16   | Slowenien          | 800             | 840            | 880            | 700            | 800            | 2420  |
| 17   | Kasachstan         | 880             | 800            | 720            | 780            | 720            | 2410  |
| 18   | Frankreich         | 820             | 780            | 760            | 860            | 740            | 2400  |
| 19   | Italien            | 760             | 680            | 840            | 800            | 900            | 2315  |
| 20   | Polen              | 720             | 760            | 860            | 760            | 780            | 2295  |

## Modus
Die Nationalmannschaften ab dem Weltranglistenplatz 9 spielten zwischen November 2004 und Februar 2005 die drei verbleibenden Plätze in Qualifikationsturnieren aus. Insgesamt meldeten 21 Länder für die sechs Turniere.
An der ersten Qualifikationsrunde nahmen die zwölf gemeldeten und nicht bereits qualifizierten Mannschaften zwischen Weltranglistenplatz 18 und 32 nach Abschluss der Weltmeisterschaft 2004 teil – lediglich Großbritannien und Südkorea meldeten ihre Mannschaften nicht, Italien war als Gastgeber bereits automatisch qualifiziert. Die Teams trafen in drei Gruppen à vier Mannschaften aufeinander. Die drei Gruppensieger erreichten die zweite Qualifikationsrunde, in der sie dann auf die neun Mannschaften trafen, die in der Weltrangliste die Plätze 9 bis 17 belegten. Dort wurde erneut in drei Gruppen mit jeweils vier Mannschaften gespielt. Die jeweiligen Gruppensieger qualifizierten sich schließlich für das olympische Eishockeyturnier.
Unter den nichtqualifizierten Nationen bildete die Internationale Eishockey-Föderation eine Rangfolge, die auch in die IIHF-Weltrangliste 2006 einging.

## Erste Qualifikationsrunde
Die erste Qualifikationsrunde fand zwischen dem 11. und 14. November 2004 statt. Dabei genossen die drei Gruppenköpfe das Recht über den Ort der Ausrichtung zu bestimmen und machten davon auch Gebrauch. Die Turniere fanden im französischen Briançon, im polnischen Nowy Targ sowie im norwegischen Stavanger statt.

### Gruppe D
Als Ausrichter des Turniers der Gruppe D fungierte Frankreich, das die Spiele in Briançon austrug. Die Spielstätte war der Patinoire René Froger mit einem Fassungsvermögen von 2.150 Zuschauern.
In souveräner Manier setzte sich der Gastgeber mit drei Siegen aus drei Partien durch. Zudem wiesen die Franzosen eine makellose Torbilanz von 30:0 auf. Den Grundstein für das Erreichen der zweiten Runde legten die Franzosen bereits in ihrem ersten Turnierspiel, als sie Rumänien klar mit 8:0 besiegten. Ebenso deutlich fielen die Siege gegen Bulgarien und Estland aus.
Der Topscorer und beste Torschütze des Turniers war der Franzose François Rozenthal, der sieben Scorerpunkte – darunter fünf Tore – verbuchte. Insgesamt besuchten 8.513 Zuschauer die sechs Qualifikationsspiele, was einem Schnitt von 1.418 pro Spiel entspricht.
| 11. November 2004 16:30 Uhr (Ortszeit) | Estland A. Petrov (3:56) K. Kaljuste (7:29) V. Titarenko (14:21) D. Konõšev (23:10) D. Konõšev (27:45) A. Makrov (40:48) R. Palu (41:31) A. Zorin (41:57) K. Kaljuste (52:59) R. Potsinok (55:08) M. Kozlov (59:29) | 11:1 (3:0, 2:0, 6:1) Spielbericht | Bulgarien W. Polizojew (42:36) | Patinoire René Froger, Briançon Zuschauer: 1.052 |

| 11. November 2004 20:30 Uhr | Rumänien | 0:8 (0:2, 0:2, 0:4) Spielbericht | Frankreich L. Meunier (6:40) L. Gras (18:28) F. Rozenthal (21:40) O. Coqueux (33:38) G. Besse (55:39) G. Karrer (57:44) F. Rozenthal (59:13) D. Dostal (59:41) | Patinoire René Froger, Briançon Zuschauer: 2.007 |

| 13. November 2004 16:30 Uhr | Estland R. Palu (5:32) M. Ivanov (16:40) M. Kozlov (42:09) | 3:4 (2:0, 0:4, 1:0) Spielbericht | Rumänien I. Timaru (24:41) L. Elekes (29:09) R. Lupașcu (31:16) V. Nicolescu (39:28) | Patinoire René Froger, Briançon Zuschauer: 884 |

| 13. November 2004 20:30 Uhr | Frankreich O. Coqueux (9:06) G. Besse (13:18) P.-É. Bellemare (14:48) K. Hecquefeuille (15:48) F. Rozenthal (18:09) J. Zwikel (24:46) D. Dostal (32:01) F. Rozenthal (35:58) N. Favarin (39:20) K. Hecquefeuille (41:01) F. Rozenthal (42:22) D. Dostal (45:58) L. Gras (48:46) O. Coqueux (53:53) X. Daramy (56:42) | 15:0 (5:0, 4:0, 6:0) Spielbericht | Bulgarien | Patinoire René Froger, Briançon Zuschauer: 1.916 |

| 14. November 2004 15:30 Uhr | Bulgarien M. Milanow (56:40) | 1:6 (0:3, 0:2, 1:1) Spielbericht | Rumänien A. Borsos (2:47) L. Elekes (3:05) C. Geru (12:16) A. Borsos (29:35) I. Nagy (34:36) L. Vargyas (51:41) | Patinoire René Froger, Briançon Zuschauer: 532 |

| 14. November 2004 19:30 Uhr | Frankreich L. Meunier (2:59) M. Rozenthal (11:02) V. Bachet (12:53) J.-F. Bonnard (27:37) D. Dostal (28:45) X. Daramy (42:07) V. Bachet (58:45) | 7:0 (3:0, 2:0, 2:0) Spielbericht | Estland | Patinoire René Froger, Briançon Zuschauer: 2.122 |

| Pl. |            | Sp | S | U | N | Tore  | Punkte |
| 1.  | Frankreich | 3  | 3 | 0 | 0 | 30:0  | 6      |
| 2.  | Rumänien   | 3  | 2 | 0 | 1 | 10:12 | 4      |
| 3.  | Estland    | 3  | 1 | 0 | 2 | 14:12 | 2      |
| 4.  | Bulgarien  | 3  | 0 | 0 | 3 | 02:32 | 0      |

Abkürzungen: Pl. = Platz, Sp = Spiele, S = Siege, U = Unentschieden, N = Niederlagen

Erläuterungen: Qualifikant für die zweite Runde

### Gruppe E
Die Spiele der Gruppe E fanden im polnischen Nowy Targ statt, wo in der 3.500 Zuschauer fassenden Miejska Hala Lodowa gespielt wurde.
Deutlich spannender als in Gruppe D ging es in Gruppe E zu. Sowohl Gastgeber Polen als auch die Niederlande gingen mit der Maximalausbeute von vier Punkten aus den ersten beiden Partien in den Schlusstag. Letztlich setzten sich die Polen aber im Direktduell mit den Niederlanden deutlich durch und siegten klar mit 5:0. Sie qualifizierten sich damit für die Gruppe B der zweiten Qualifikationsrunde.
Die beiden besten Punktausbeuten wiesen der Niederländer Mark Bultje und der Pole Mariusz Czerkawski auf. Beide sammelten im Rahmen des Turniers sieben Scorerpunkte und trafen jeweils viermal. Damit waren sie auch die besten Torjäger des Turniers. Insgesamt besuchten 11.200 Zuschauer die sechs Qualifikationsspiele, was einem Schnitt von 1.866 pro Spiel entspricht.
| 11. November 2004 16:00 Uhr (Ortszeit) | Niederlande D. Livingston (3:28) C. Eimers (7:36) D. Stienstra (8:14) J. Oort (22:35) K. Hoogsteen (26:46) D. Stienstra (32:35) K. Hoogsteen (46:00) M. Bultje (47:58) T. Hartogs (53:56) M. Bultje (58:50) | 10:3 (3:0, 3:1, 4:2) Spielbericht | Kroatien T. Piragić (28:05) M. Mlađenović (44:23) M. Mlađenović (51:40) | Miejska Hala Lodowa, Nowy Targ Zuschauer: 400 |

| 11. November 2004 19:30 Uhr | Litauen D. Lelėnas (23:36) | 1:6 (0:2, 1:2, 0:2) Spielbericht | Polen A. Bagiński (1:59) M. Czerkawski (19:04) L. Laszkiewicz (21:11) W. Klisiak (30:43) M. Czerkawski (42:12) M. Czerkawski (55:54) | Miejska Hala Lodowa, Nowy Targ Zuschauer: 4.000 |

| 13. November 2004 16:00 Uhr | Niederlande L. Arts (10:16) M. Bultje (26:31) M. Bultje (37:46) | 3:1 (1:1, 2:0, 0:0) Spielbericht | Litauen D. Lelėnas (5:20) | Miejska Hala Lodowa, Nowy Targ Zuschauer: 300 |

| 13. November 2004 19:30 Uhr | Polen A. Parzyszek (1:23) M. Garbocz (4:54) L. Laszkiewicz (14:24) M. Czerkawski (20:29) J. Dołęga (28:41) A. Parzyszek (38:29) K. Oliwa (45:50) | 7:0 (3:0, 3:0, 1:0) Spielbericht | Kroatien | Miejska Hala Lodowa, Nowy Targ Zuschauer: 1.800 |

| 14. November 2004 15:00 Uhr | Polen M. Garbocz (16:33) L. Laszkiewicz (17:06) W. Klisiak (33:31) A. Parzyszek (38:58) M. Garbocz (40:48) | 5:0 (2:0, 2:0, 1:0) Spielbericht | Niederlande | Miejska Hala Lodowa, Nowy Targ Zuschauer: 4.500 |

| 14. November 2004 18:30 Uhr | Kroatien V. Žibret (5:58) T. Piragić (25:21) I. Jačmenjak (35:18) M. Mlađenović (55:22) | 4:6 (1:1, 2:2, 1:3) Spielbericht | Litauen E. Bauba (11:12) E. Bauba (20:31) E. Bauba (26:19) D. Vaiciukevičius (52:01) R. Aliukonis (54:21) D. Lelėnas (56:32) | Miejska Hala Lodowa, Nowy Targ Zuschauer: 200 |

| Pl. |             | Sp | S | U | N | Tore  | Punkte |
| 1.  | Polen       | 3  | 3 | 0 | 0 | 18:01 | 6      |
| 2.  | Niederlande | 3  | 2 | 0 | 1 | 13:09 | 4      |
| 3.  | Litauen     | 3  | 1 | 0 | 2 | 08:13 | 2      |
| 4.  | Kroatien    | 3  | 0 | 0 | 3 | 07:23 | 0      |

Abkürzungen: Pl. = Platz, Sp = Spiele, S = Siege, U = Unentschieden, N = Niederlagen

Erläuterungen: Qualifikant für die zweite Runde

### Gruppe F
Der Gastgeber der Gruppe F war Norwegen mit dem Spielort Stavanger. Gespielt wurde in der Siddishallen, die 3.000 Zuschauern Platz bot.
Die Gruppe F wies das größte Leistungsgefälle der drei Vorrundengruppen auf. Die Norweger und Ungarn gewannen ihre ersten beiden Partien größtenteils deutlich – drei der vier Begegnungen endeten mit einem zweistelligen Ergebnis. Vor dem letzten Gruppenspiel zwischen den beiden unbesiegten Teams besaßen die Gastgeber jedoch aufgrund der Tordifferenz die bessere Ausgangsposition. So reichte das 3:3-Unentschieden gegen Ungarn, das Patrick Thoresen knapp vor Spielschluss bewerkstelligte, zum Weiterkommen.
Die meisten Scorerpunkte im Verlauf der Qualifikation sammelte der Norweger Per-Åge Skrøder mit neun, womit er an fast einem Viertel der 40 Tore der Norweger beteiligt war. Unter den neun Scorerpunkten befanden sich sechs Tore. Insgesamt besuchten 5.160 Zuschauer die sechs Qualifikationsspiele, was einem Schnitt von 860 pro Spiel entspricht.
| 11. November 2004 15:00 Uhr (Ortszeit) | Ungarn I. Peterdi (5:29) T. Gröschl (17:06) J. Vas (24:18) G. Majoross (27:12) D. Fekete (28:29) B. Ladányi (29:05) B. Ladányi (32:12) K. Palkovics (34:15) B. Ladányi (37:52) J. Vas (41:18) B. Ladányi (43:19) A. Horváth (51:07) P. Erdõsi (59:41) | 13:0 (2:0, 7:0, 4:0) Spielbericht | Serbien und Montenegro | Siddishallen, Stavanger Zuschauer: 547 |

| 11. November 2004 18:30 Uhr | Volksrepublik China Yin K. (12:53) Liu Y. (17:40) | 2:16 (2:1, 0:5, 0:10) Spielbericht | Norwegen T. Vikingstad (10:44) Mat. Trygg (20:45) J. Nilsen (21:40) Mat. Trygg (26:09) Ø. Olsen (27:47) J. Andersen (33:54) T. Vikingstad (41:32) P.-Å. Skrøder (42:55) Mat. Trygg (44:57) T. Jakobsen (48:32) T. Vikingstad (49:22) Mat. Trygg (51:20) Ø. Olsen (52:00) A. Myrvold (56:42) E. Ryman (57:11) K. Larsen (59:43) | Siddishallen, Stavanger Zuschauer: 960 |

| 12. November 2004 15:00 Uhr | Ungarn A. Horváth (14:41) C. Kovács (16:48) A. Horváth (32:10) B. Ladányi (59:48) | 4:3 (2:1, 1:2, 1:0) Spielbericht | Volksrepublik China Liu K. (9:32) An K. (28:46) Li G. (29:52) | Siddishallen, Stavanger Zuschauer: 555 |

| 12. November 2004 18:30 Uhr | Norwegen H. Aaby (5:33) A. Myrvold (8:35) M. Hansen (11:07) Mar. Trygg (15:21) P.-Å. Skrøder (27:38) K. Larsen (29:24) Ø. Olsen (30:56) T. Jakobsen (32:03) P.-Å. Skrøder (32:52) E. Ryman (38:59) P. Thoresen (39:50) K. Nygård (40:30) A. Myrvold (42:24) P.-Å. Skrøder (43:18) K. Larsen (44:28) K. Larsen (44:57) P.-Å. Skrøder (45:48) Mat. Trygg (45:55) J. Andersen (50:42) P.-Å. Skrøder (55:10) P. Thoresen (58:11) | 21:0 (4:0, 7:0, 10:0) Spielbericht | Serbien und Montenegro | Siddishallen, Stavanger Zuschauer: 901 |

| 14. November 2004 13:00 Uhr | Serbien und Montenegro M. Babić (8:45) J. Rus (20:44) | 2:3 (1:1, 1:1, 0:1) Spielbericht | Volksrepublik China Hu J. (13:12) Wang Y. (29:07) Hu J. (48:11) | Siddishallen, Stavanger Zuschauer: 577 |

| 14. November 2004 17:00 Uhr | Norwegen T. Vikingstad (6:12) M. Hansen (23:29) P. Thoresen (58:25) | 3:3 (1:0, 1:2, 1:1) Spielbericht | Ungarn M. Vas (22:05) T. Sille (32:21) V. Szélig (57:12) | Siddishallen, Stavanger Zuschauer: 1.620 |

| Pl. |                        | Sp | S | U | N | Tore  | Punkte |
| 1.  | Norwegen               | 3  | 2 | 1 | 0 | 40:05 | 5      |
| 2.  | Ungarn                 | 3  | 2 | 1 | 0 | 20:06 | 5      |
| 3.  | Volksrepublik China    | 3  | 1 | 0 | 2 | 08:22 | 2      |
| 4.  | Serbien und Montenegro | 3  | 0 | 0 | 3 | 02:37 | 0      |

Abkürzungen: Pl. = Platz, Sp = Spiele, S = Siege, U = Unentschieden, N = Niederlagen

Erläuterungen: Qualifikant für die zweite Runde

## Zweite Qualifikationsrunde
Die zweite Qualifikationsrunde fand vom 10. bis 13. Februar 2005 statt. Dabei genossen die drei Gruppenköpfe das Recht über den Ort der Ausrichtung zu bestimmen und machten davon auch Gebrauch. Das vom Swiss Ice Hockey Federation ausgerichtete Turnier der Gruppe A fand im Klotener Schluefweg statt, während die anderen beiden Turniere in der lettischen Hauptstadt Riga und im österreichischen Klagenfurt am Wörthersee ausgetragen wurden. Dort dienten der Rīgas Sporta pils und die Stadthalle Klagenfurt als Austragungsorte.

### Gruppe A
Die Spiele der Gruppe A wurden im Schluefweg von Kloten, der Heimspielstätte der Kloten Flyers aus der Nationalliga A, ausgetragen.
Nachdem die mit Außenseiterchancen gestarteten Dänen bereits im ersten Turnierspiel gegen Qualifikant Norwegen deutlich mit 0:4 unterlagen, konnte die favorisierte Schweiz sich in souveräner Manier für das olympische Eishockeyturnier qualifizieren. Allerdings dauerte es bis zum letzten Gruppenspiel, ehe der Schweizer Turniersieg gesichert war. Die Dänen hielten die abschließende Partie lange offen, um sich bei möglicher Punktgleichheit zwischen den beiden Mannschaften sowie Norwegen noch eine Restchance auf die Olympiateilnahme offen zu halten. Die Eidgenossen waren aber schließlich die stärkere Mannschaft und siegten mit 4:2.
In der Scorerwertung lag am Turnierende der Däne Frans Nielsen mit fünf Scorerpunkten in Front. Wie schon in der ersten Qualifikationsrunde war der Norweger Per-Åge Skrøder mit drei Treffern der beste Torschütze. Insgesamt besuchten 11.176 Zuschauer die sechs Qualifikationsspiele, was einem Schnitt von 1.862 pro Spiel entspricht.
| 10. Februar 2005 16:15 Uhr (Ortszeit) | Dänemark | 0:4 (0:3, 0:1, 0:0) Spielbericht | Norwegen T. Vikingstad (5:21) P.-Å. Skrøder (7:47) A. Bastiansen (17:05) A. Myrvold (34:32) | Schluefweg, Kloten Zuschauer: 503 |

| 10. Februar 2005 20:15 Uhr | Japan T. Suzuki (50:38) | 1:5 (0:2, 0:2, 1:1) Spielbericht | Schweiz M. Jenni (0:33) A. Ambühl (9:00) B. Forster (38:13) T. Ziegler (39:09) J. Vauclair (51:53) | Schluefweg, Kloten Zuschauer: 2.269 |

| 12. Februar 2005 12:00 Uhr | Dänemark F. Nielsen (0:25) A. Andreasen (12:41) J. Damgaard (37:40) P. Regin (55:15) M. True (59:46) | 5:2 (2:1, 1:0, 2:1) Spielbericht | Japan R. Fujita (14:27) C. Yule (43:54) | Schluefweg, Kloten Zuschauer: 551 |

| 12. Februar 2005 15:45 Uhr | Schweiz B. Forster (1:41) T. Ziegler (38:53) R. Lemm (43:05) | 3:1 (1:1, 1:0, 1:0) Spielbericht | Norwegen Mat. Trygg (8:10) | Schluefweg, Kloten Zuschauer: 4.051 |

| 13. Februar 2005 12:00 Uhr | Norwegen Ø. Olsen (21:12) T. Marthinsen (22:13) P.-Å. Skrøder (42:44) P.-Å. Skrøder (51:57) | 4:3 (0:2, 2:0, 2:2) Spielbericht | Japan C. Yule (3:18) Y. Kon (7:29) T. Uchiyama (49:38) | Schluefweg, Kloten Zuschauer: 431 |

| 13. Februar 2005 15:45 Uhr | Schweiz P. Fischer (7:34) I. Rüthemann (33:06) M. Streit (38:07) P. Della Rossa (49:01) | 4:2 (1:0, 2:2, 1:0) Spielbericht | Dänemark F. Nielsen (20:30) J. Damgaard (33:20) | Schluefweg, Kloten Zuschauer: 3.371 |

| Pl. |          | Sp | S | U | N | Tore  | Punkte |
| 1.  | Schweiz  | 3  | 3 | 0 | 0 | 12:04 | 6      |
| 2.  | Norwegen | 3  | 1 | 0 | 2 | 09:06 | 4      |
| 3.  | Dänemark | 3  | 1 | 0 | 2 | 07:10 | 2      |
| 4.  | Japan    | 3  | 0 | 0 | 3 | 06:14 | 0      |

Abkürzungen: Pl. = Platz, Sp = Spiele, S = Siege, U = Unentschieden, N = Niederlagen

Erläuterungen: Qualifikant für die Olympischen Winterspiele

### Gruppe B
Das Turnier der Gruppe B wurde in der lettischen Hauptstadt Riga ausgetragen. Dort diente der maximal 5.500 Zuschauer beherbergende Rīgas Sporta pils als Spielstätte.
Wie schon in der Gruppe A gelang es auch dem Gastgeber der Gruppe B sich einen Platz im olympischen Eishockeyturnier zu sichern. Sowohl Lettland als auch Belarus, das mit dem vierten Platz bei den Olympischen Winterspielen 2002 in Salt Lake City für Aufsehen gesorgt hatte, gingen mit jeweils vier Punkten in den Schlusstag. Während den Belarussen aufgrund des besseren Torverhältnisses ein Remis reichte, war ein Sieg für Lettland Pflicht. Bis fünf Minuten vor Spielende führten die Belarussen komfortabel mit 4:2, ehe den Letten binnen 2:20 Minuten drei Treffer in Folge gelangen und sie das Spiel so zu ihren Gunsten drehten. Der 5:4-Sieg bescherte ihnen schließlich das Ticket nach Turin.
Der beste Scorer und Torschütze des Turniers war der Belarusse Michail Hrabouski mit sieben Scorerpunkten. Darunter befanden sich vier Treffer. Insgesamt besuchten 18.222 Zuschauer die sechs Qualifikationsspiele, was einem Schnitt von 3.037 pro Spiel entspricht.
| 10. Februar 2005 15:30 Uhr (Ortszeit) | Belarus D. Mjaleschka (5:21) R. Salej (14:30) A. Antonenka (54:10) | 3:2 (2:0, 0:1, 1:1) Spielbericht | Polen M. Czerkawski (20:49) M. Garbocz (52:21) | Rīgas Sporta pils, Riga Zuschauer: 1.000 |

| 10. Februar 2005 19:00 Uhr | Slowenien J. Goličič (15:33) | 1:2 (1:0, 0:2, 0:0) Spielbericht | Lettland K. Skrastiņš (20:14) J. Sprukts (26:18) | Rīgas Sporta pils, Riga Zuschauer: 4.900 |

| 11. Februar 2005 15:30 Uhr | Belarus M. Hrabouski (21:56) A. Antonenka (24:25) A. Baschko (29:05) M. Hrabouski (39:45) M. Hrabouski (48:28) A. Kruzikau (48:58) A. Kruzikau (54:23) | 7:2 (0:1, 4:1, 3:0) Spielbericht | Slowenien I. Jan (1:38) I. Jan (26:50) | Rīgas Sporta pils, Riga Zuschauer: 1.952 |

| 11. Februar 2005 19:00 Uhr | Lettland G. Panteļejevs (38:52) A. Semjonovs (51:50) M. Cipulis (58:22) | 3:1 (0:0, 1:1, 2:0) Spielbericht | Polen M. Czerkawski (38:36) | Rīgas Sporta pils, Riga Zuschauer: 4.700 |

| 13. Februar 2005 13:00 Uhr | Polen M. Dulęba (36:40) O. Szczepaniec (55:56) J. Płachta (56:41) | 3:4 (0:1, 1:1, 2:2) Spielbericht | Slowenien J. Avgustinčič (1:17) J. Goličič (22:02) J. Goličič (42:10) A. Kopitar (50:54) | Rīgas Sporta pils, Riga Zuschauer: 970 |

| 13. Februar 2005 17:00 Uhr | Lettland J. Sprukts (18:33) G. Panteļejevs (22:07) A. Bērziņš (55:11) J. Sprukts (56:58) A. Semjonovs (57:31) | 5:4 (1:2, 1:1, 3:1) Spielbericht | Belarus A. Baschko (5:16) A. Mikultschyk (12:06) M. Hrabouski (21:49) K. Kalzou (49:11) | Rīgas Sporta pils, Riga Zuschauer: 4.700 |

| Pl. |           | Sp | S | U | N | Tore  | Punkte |
| 1.  | Lettland  | 3  | 3 | 0 | 0 | 10:06 | 6      |
| 2.  | Belarus   | 3  | 2 | 0 | 1 | 14:09 | 4      |
| 3.  | Slowenien | 3  | 1 | 0 | 2 | 07:12 | 2      |
| 4.  | Polen     | 3  | 0 | 0 | 3 | 06:10 | 0      |

Abkürzungen: Pl. = Platz, Sp = Spiele, S = Siege, U = Unentschieden, N = Niederlagen

Erläuterungen: Qualifikant für die Olympischen Winterspiele

### Gruppe C
Die Spiele der Gruppe C fanden im österreichischen Klagenfurt am Wörthersee statt. Dort wurde in der Stadthalle Klagenfurt mit einer Kapazität von 5.088 Plätzen gespielt.
Im Gegensatz zu allen anderen fünf Qualifikationsgruppen gelang es dem Gastgeber nicht, sich für das olympische Turnier zu qualifizieren. In der überaus ausgeglichenen Gruppe hatten vor dem Schlusstag – mit Ausnahme der Ukraine – noch drei Mannschaften die Möglichkeit, das Turnier zu gewinnen. Österreich verpasste im vorletzten Gruppenspiel jedoch den nötigen Punktgewinn gegen die Ukraine, wodurch der Sieger der Schlusspartie zwischen Frankreich und Kasachstan den Turniersieg erringen würde. Die Kasachen siegten letztlich knapp mit 1:0 und kamen zu ihrer zweiten Olympiateilnahme.
Als bester Scorer des Turniers ging der Franzose Sébastien Bordeleau hervor. Er war an vier Toren beteiligt. Die meisten Treffer erzielte der Österreicher Thomas Koch. Insgesamt besuchten 8.300 Zuschauer die sechs Qualifikationsspiele, was einem Schnitt von 1.383 pro Spiel entspricht.
| 10. Februar 2005 15:30 Uhr (Ortszeit) | Ukraine D. Zyrul (29:46) A. Hnidenko (33:29) R. Salnykow (49:07) | 3:4 (0:1, 2:0, 1:3) Spielbericht | Frankreich L. Meunier (5:53) S. Bordeleau (41:45) O. Coqueux (45:28) F. Rozenthal (52:34) | Stadthalle, Klagenfurt am Wörthersee Zuschauer: 200 |

| 10. Februar 2005 19:30 Uhr | Kasachstan | 0:4 (0:0, 0:1, 0:3) Spielbericht | Österreich M. Peintner (24:12) T. Koch (40:43) T. Koch (42:34) O. Setzinger (50:48) | Stadthalle, Klagenfurt am Wörthersee Zuschauer: 2.500 |

| 11. Februar 2005 15:30 Uhr | Ukraine W. Tymtschenko (19:30) | 1:2 (1:1, 0:1, 0:0) Spielbericht | Kasachstan A. Roschnew (1:44) A. Komissarow (39:01) | Stadthalle, Klagenfurt am Wörthersee Zuschauer: 0 |

| 11. Februar 2005 19:30 Uhr | Österreich T. Vanek (45:35) | 1:1 (0:1, 0:0, 1:0) Spielbericht | Frankreich S. Bordeleau (8:59) | Stadthalle, Klagenfurt am Wörthersee Zuschauer: 3.300 |

| 13. Februar 2005 15:00 Uhr | Österreich M. Ulrich (15:27) T. Koch (28:00) D. Kalt (44:12) | 3:4 (1:2, 1:1, 1:1) Spielbericht | Ukraine D. Issajenko (12:52) W. Bobrobnikow (17:34) A. Hnidenko (36:59) D. Zyrul (53:13) | Stadthalle, Klagenfurt am Wörthersee Zuschauer: 2.200 |

| 13. Februar 2005 19:00 Uhr | Frankreich | 0:1 (0:1, 0:0, 0:0) Spielbericht | Kasachstan A. Samochwalow (17:57) | Stadthalle, Klagenfurt am Wörthersee Zuschauer: 0 |

| Pl. |            | Sp | S | U | N | Tore | Punkte |
| 1.  | Kasachstan | 3  | 2 | 0 | 1 | 3:5  | 4      |
| 2.  | Österreich | 3  | 1 | 1 | 1 | 8:5  | 3      |
| 3.  | Frankreich | 3  | 1 | 1 | 1 | 5:5  | 3      |
| 4.  | Ukraine    | 3  | 1 | 0 | 2 | 8:9  | 2      |

Abkürzungen: Pl. = Platz, Sp = Spiele, S = Siege, U = Unentschieden, N = Niederlagen

Erläuterungen: Qualifikant für die Olympischen Winterspiele